# 中川文蔵
中川 文蔵（なかがわ ぶんぞう、1892年（明治25年） / 1893年（明治26年）  - 1978年（昭和53年））は、日本の農民、商人（雑貨商兼家畜商）、政治家。北海道広尾町議会議員を務めた。あだ名は“拙者（せっしゃ）文蔵”。
政治家中川一郎・中川義雄の父、中川昭一の祖父。

## 経歴

### 入植
富山県西砺波郡福光町（現・南砺市）出身。14歳の時に北海道に渡り、道東の僻地を選んで開拓に従事した。
19歳で父を失った。以来、文蔵はひとりで一家眷族を養うことになった。ある時は田畑の作物が全滅し、また牛馬が人手に渡ったことも何度かあった。

### 商人として
長男の一郎が小学校2年生の時、文蔵は開拓地を離れて町中に住み、雑貨商兼家畜商に転じた。

### 政治家として
政治評論家の今井久夫によると、村議となった文蔵はある時陳情のため札幌の道庁に出かけた。そこで受けた待遇が文蔵の頭にカチンときたという。そのカチンが中川の運命を左右した。道庁の役人は、田舎の村議をまるで虫ケラの如く扱った。その尊大な、威張り散らした態度に、文蔵は屈辱を覚えると同時に、ハラの底から怒りがこみあげてくるのを押えることができなかった。“よーし、この仇はとってやる”文蔵はそう決意する。そのためには文蔵は長男の一郎を一流の官吏に育てあげ、道庁の木っ葉役人どもを見返すほかはない。文蔵は後事を托するような気持で息子の成長を見守り、その出世を期待したという。

### 晩年
1978年（昭和53年）、一郎が農林大臣の時に、85歳で逝去した。
文蔵は、「道庁の役人を見返してやろう」と思った文蔵の願いを、一郎は「十倍にも二十倍にもして叶えてくれた」と称している。

## 人物
長男の一郎と貞子が結婚したのは、1951年（昭和26年）7月9日）。札幌市中央区南14条西4丁目にある弥彦神社で、神前結婚式が行われた。2人の結婚に当初から反対していた文蔵は、式に姿を見せなかった。

## 親族
中川家は、文蔵の世代に富山県西礪波郡福光町（現・南砺市）から北海道広尾郡広尾町へ移住している。
- 妻セイ（山形県出身[1]）
- 子供10人
  - 長男の竜太郎は生まれて間もなくいろりの火に転落して焼死し、長女のミヨも夭折したため、一郎は事実上の長男扱いだった[3]。

一郎の長男、昭一は兎唇の障害を持って誕生した。一郎の妻、貞子はこれを“中川一族の血”のせいだと信じ込み、夫の一郎にあたりちらした。文蔵が家畜商をしていた、その祟りだとまで言ったという。